# Stay-behind en Belgique
 (décembre 2015).
Si vous disposez d'ouvrages ou d'articles de référence ou si vous connaissez des sites web de qualité traitant du thème abordé ici, merci de compléter l'article en donnant les références utiles à sa vérifiabilité et en les liant à la section « Notes et références ».
Les réseaux clandestins de l'OTAN pendant la guerre froide, dits Stay-behind, étaient actifs dans la quasi-totalité des pays d'Europe occidentale, dont la Belgique. Révélés en Italie le 24 octobre 1990 par le président du Conseil Giulio Andreotti sous le nom Gladio (Glaive en italien), ces réseaux paramilitaires visaient à se préparer en cas d'invasion soviétique, notamment par le biais de mise en place de réseaux d'évacuation et par l'entraînement à la guerre de partisans. Des caches d'armes à la disposition de ces armées secrètes étaient enfouies un peu partout sur le territoire européen.

## Organisation et histoire
En Belgique, deux réseaux existeront dès janvier 1949 : le premier dépendant de la Sûreté de l'État, service de renseignement civil, est encadré par la section Training et Communication (STC/MOB) et chargé des réseaux de communications entre la Belgique et ses alliés ; le deuxième réseau dépend de la section SDRA 8 du service de renseignement militaire belge (SGR) et est chargé de l'organisation de l'action militaire. Un troisième réseau fut entre 1953 et l'indépendance du Congo belge chargé de favoriser l'exfiltration du gouvernement belge vers cette colonie en cas d'invasion. Les groupes dépendants des premiers réseaux resteront actifs jusque dans les années 1990.
Le SDRA 8 était au service de la Belgique, mais aussi de l'OTAN et dépendait par conséquent du ACC ou Allied Clandestine Committee (c'est le chef du Service général de Renseignement de l'armée belge, le général Raymond Van Calster, qui occupera la présidence du ACC en 1990) et du CPC ou Clandestine Planning Committee. Ses moyens et financement semblent avoir été très limités et des doutes ont été émis par la commission du Sénat belge chargé d'enquêter sur ses activités sur la capacités de ses réseaux à remplir leur mission. En réalité, le SDRA 8 était une unité secrète constituée principalement d'officiers retraités et de réservistes, encadrés par des officiers en activité, principalement des parachutistes et des commandos, dont la force principale résidait dans le patriotisme, les convictions anticommunistes et dans la formation poussée à la guerre subversive de ses membres ; la première mission du SDRA 8 étant de préparer des réseaux dormants en cas d'invasion de l'Ouest par les armées du Pacte de Varsovie. La structure et la composition de ce service en avaient fait, au contraire de ce que soupçonnait la commission du Sénat, une organisation de première force ; pour les mêmes raisons, dans sa mission de contre-intelligence à l'intérieur même de l'armée comme de la société civile, le SDRA 8 était particulièrement performant ; à plusieurs reprises aussi des membres de ce service (le A de SDRA signifie « action ») ont opéré et réussi des missions spéciales et des missions de renseignements généraux surtout au Zaïre et en FBA (Forces belges en Allemagne).
À la suite de la révélation en Italie de l'existence de Gladio, l'Italie, la Suisse, la Belgique, l'Autriche, les Pays-Bas et le Luxembourg mirent en place des commissions parlementaires. Le ministre belge de la défense, le socialiste Guy Coëme, ignorant absolument tout des stay-behind de l'OTAN et même de l'existence de SDRA 8 dans son propre département, certains en conclurent immédiatement que SDRA 8 était une force de droite menaçant la démocratie belge. Certains soupçonnèrent que les tueries du Brabant, dans les années 1980, avaient été perpétrées par des membres liées aux réseaux belges stay-behind, qui mêlaient des éléments d'extrême droite aux services secrets militaires (notamment le Service Général du Renseignement et de la Sécurité, ou SGRS, qui abritait le SDRA 8). Les conclusions du rapport de 1991 du Sénat sur les activités du réseau belge expriment que du fait même de la nature de celui-ci, des activités criminelles ne sont guère vraisemblables. Aucun des anciens membres de SDRA 8 n'a été inculpé de délit contre l'État et les militaires en activité dans ce service sont restés en activité, s'étant probablement recyclés en majorité dans le renseignement.
Depuis, un Comité permanent de contrôle des services de renseignement (« Comité R ») a été créé par la loi du 18 juillet 1991 organique au contrôle des services de police et de renseignement. La même loi a également institué le Comité permanent de contrôle des services de police (« Comité P »). L'Administration de la Sûreté de l'État, service de renseignement civil qui dépend du ministre de la Justice, et le Service Général du Renseignement et de la Sécurité (SGRS), service de renseignement militaire qui dépend de l’État-major des forces armées, lui-même placé sous l'autorité du ministre de la Défense, sont les deux services belges, désormais régis par la loi du 30 novembre 1998, qui organise les services de renseignement et définit leurs missions et leurs compétences.

## Témoignage
- Michel Van Ussel, Georges 923 : un agent du gladio belge parle : témoignage, Bruxelles, La Longue Vue, 1991.
- Babusiaux Florian, L’organisation Stay behind en Belgique (1949-1991). Complots, terrorisme et réseaux secrets, Bruxelles, Racine, 2023.